# Kim Woo-sung (cântăreț)
Kim Woo-sung (în coreeană 김우성; n. 25 februarie 1993), cunoscut și sub numele de Woosung și Sammy, este un compozitor coreean-american, cel mai bine cunoscut ca vocalist și chitarist electric al trupei sud-coreene The Rose⁠(d). Și-a făcut debutul solo pe 25 iulie 2019, cu piesa Wolf. 